# Young Thugs: Nostalgia
Série
Young Thugs: Innocent Blood
(1997)
Pour plus de détails, voir Fiche technique et Distribution.
Young Thugs: Nostalgia (岸和田少年愚連隊・望郷, Kishiwada shōnen gurentai: Bōkyō) est un film japonais réalisé Takashi Miike et sorti en 1998. Il est tiré du roman autobiographique Kishiwada Shōnen Gurentai: Bōkyō, écrit par Riichi Nakaba.
Il fait suite à Young Thugs: Innocent Blood.

## Fiche technique
- Titre : Young Thugs: Nostalgia
- Titre original : 岸和田少年愚連隊・望郷 (Kishiwada shōnen gurentai: Bōkyō)
- Réalisation : Takashi Miike
- Scénario : Masa Nakamura d'après le roman de Riichi Nakaba
- Musique : Kōji Endō
- Photographie : Hideo Yamamoto
- Montage : Yasushi Shimamura
- Production : Yasuhiko Furusato, Masao Kimura et Toshiaki Nakazawa
- Société de production : MMI, Marubeni, Sedic, Shōchiku et Yoshimoto Kogyo Company
- Pays :  Japon
- Genre : Comédie dramatique
- Durée : 94 minutes
- Dates de sortie : 
  -  Japon : 26 septembre 1998

## Distribution
- Takeshi Caesar : L'oncle de Riichi
- Setsuko Karasuma : La mère de Riichi
- Yūki Nagata : Riichi
- Toshikazu Nakaba
- Akihiro Shimizu : Nakamura
- Matsunosuke Shofukutei : Le grand-père de Riichi
- Saki Takaoka : Miss Itō
- Naoto Takenaka : Le père de Riichi's
- Yoshinori Yasuda : Sada